# 카젱가 루아루아
카젱가 루아루아(Kazenga LuaLua, 1990년 12월 10일 ~ )는 콩고 민주 공화국의 축구선수이다. 현재 겐츨레르비를리이에서 활약하고 있으며, 예전 뉴캐슬 유나이티드와 동커스터 로버스에서도 선수로 활약한 경험이 있다. 그의 형인 로마나 루아루아 역시 축구 선수이며, 사촌인 트레서 캉돌과 야니크 볼라시, 처남인 얀 케르모강 역시 축구 선수이다.